# 永宁镇 (万源市)
永宁镇，原为永宁乡，是中华人民共和国四川省达州市万源市下辖的一个乡镇级行政单位。2020年6月，撤销永宁乡、长石乡，设立永宁镇，以原永宁乡、原长石乡和原罐坝乡锅厂村所属行政区域为永宁镇的行政区域。

## 行政区划
永宁镇下辖以下地区：
永乐社区、三庙坝村、喻家坝村、柏树坝村、谱子岭村、铁佛寺村和张家坝村。